# 온성 전투
온성 전투(穩城戰鬪)는 1920년 3월에 온성군에서 독립군(국민회군, 북로 군정서군 등)이 일본군과 싸운 전투였다.

## 경로
독립군은 1920년 3월 15일 - 27일사이에 온성군에서 일본군을 격파했다. 특히 15일에는 독립군 200여 명이 1시간 동안 일본군과 교전을 벌였다. 18일에는 미산에 위치한 일본군 헌병 주재소와 여러 전신 시설들을 공격했다. 27일에는 독립군 50여 명이 일본군과 교전을 벌였다.

## 영향
이 전투는 봉오동 전투에서 독립군이 승리하게 되는 주된 계기 중 하나로 작용하였다. 봉오동은 중국 지린성 왕청현 봉오동인데. 위키백과에는 화룡현으로 잘못 기술되었다.

## 같이 보기
- 봉오동 전투